# Prvenstvo LjNP 1923-1924
Il Prvenstvo Ljubljanske nogometne podzveze 1923./24. (it. "Campionato della sottofederazione calcistica di Lubiana 1923-24") fu la quinta edizione del campionato organizzato dalla Ljubljanska nogometna podzveza (LjNP).
A questa edizione parteciparono 9 squadre, divise in tre gruppi, che qualificarono le tre finaliste che si contesero il titolo. Il vincitore fu ancora l'Ilirija, al suo sesto titolo consecutivo nella LjNP (nell'edizione 1920-21 ne sono stati assegnati due).
Con questa vittoria l'Ilirija conquistò l'accesso al Državno prvenstvo 1924, la seconda edizione del campionato nazionale jugoslavo.

## Gruppo Lubiana

### Classifica prima classe
|  | Pos. | Squadra        | Pt | G | V | N | P | GF | GS | QR    |                          |
|  | ---- | -------------- | -- | - | - | - | - | -- | -- | ----- | ------------------------ |
|  | 1.   | Ilirija        | 7  | 4 | 3 | 1 | 0 | 20 | 4  | 5,000 | Ammesso alla fase finale |
|  | 2.   | Hermes Lubiana | 3  | 4 | 1 | 1 | 2 | 3  | 11 | 0,272 |                          |
|  | 3.   | Jadran Lubiana | 2  | 4 | 0 | 2 | 2 | 5  | 13 | 0,384 |                          |

### Risultati prima classe
Andata:
07.10.1923. Ilirija – Jadran 7–1
14.10.1923. Hermes – Jadran 1–1
21.10.1923. Ilirija – Hermes 2–0
Ritorno:
27.04.1924. Ilirija – Hermes 8–0
01.05.1924. Ilirija – Jadran 3–3
18.05.1924. Hermes – Jadran 2–0

### Classifica seconda classe
|  | Pos. | Squadra          | Pt | G | V | N | P | GF | GS | QR     |                          |
|  | ---- | ---------------- | -- | - | - | - | - | -- | -- | ------ | ------------------------ |
|  | 1.   | Primorje Lubiana | 14 | 8 | 7 | 0 | 1 | 56 | 5  | 11,200 | Promosso in prima classe |
|  | 2.   | Slovan Lubiana   | 14 | 8 | 7 | 0 | 1 | 39 | 5  | 7,800  |                          |
|  | 3.   | LASK Lubiana     | 8  | 8 | 4 | 0 | 4 | 22 | 14 | 1,571  |                          |
|  | 4.   | Slavija Vevče    | 4  | 8 | 2 | 0 | 6 | 12 | 26 | 0,461  |                          |
|  | 5.   | Svoboda          | 0  | 8 | 0 | 0 | 8 | 1  | 80 | 0,012  |                          |

### Risultati seconda classe
Andata:
02.09.1923. Primorje – Slavija 5–1, Slovan – Svoboda 9–0
08.09.1923. LASK – Slavija 2–0
09.09.1923. Primorje – Svoboda 16–0
23.09.1923. Slovan – LASK 3–0
30.09.1923. Primorje – Slovan 2–0
07.10.1923. LASK – Svoboda 8–0
21.10.1923. Primorje – LASK 1–0
28.10.1923. Slavija – Svoboda 2–0
01.11.1923. Slovan – Slavija 3–1
Ritorno:
30.03.1924. Slovan – LASK 4–2
06.04.1924. Slavija – Svoboda 6–1
04.05.1924. Slovan – Slavija 5–1 (gara annullata e rigiocata il 20 luglio)
11.05.1924. Slovan – Primorje 3–0 (per forfeit)
25.05.1924. Primorje – Slavija 8–1
29.05.1924. LASK – Svoboda 6–0
01.06.1924. Primorje – Svoboda 19–0
15.06.1924. LASK – Slavija 4–1
22.06.1924. Primorje – LASK 5–0
13.07.1924. Slovan – Svoboda 14–0
20.07.1924. Slovan – Slavija 3–0 (per forfeit)

## Gruppo Celje

### Classifica prima classe
|  | Pos. | Squadra        | Pt | G | V | N | P | GF | GS | QR    |                          |
|  | ---- | -------------- | -- | - | - | - | - | -- | -- | ----- | ------------------------ |
|  | 1.   | Celje          | 4  | 2 | 2 | 0 | 0 | 6  | 0  | —     | Ammesso alla fase finale |
|  | 2.   | Athletik Celje | 0  | 2 | 0 | 0 | 2 | 0  | 6  | 0,000 |                          |

### Risultati prima classe
16.09.1923. Celje – Athletik 3–0 (a tavolino)
A causa della presenza di un giocatore in posizione irregolare, l'Athletik è punito con la sconfitta a tavolino (sul campo aveva vinto 2–0) e con due punti di penalizzazione. Nel girone di ritorno l'Athletik si è sciolto, quindi il SK Celje ha vinto la gara per forfeit.

### Classifica seconda classe
Non si conoscono i risultati del girone di ritorno, la classifica è quella dopo il girone d'andata.
|  | Pos. | Squadra       | Pt | G | V | N | P | GF | GS | QR    |
|  | ---- | ------------- | -- | - | - | - | - | -- | -- | ----- |
|  | 1.   | Red Star      | 5  | 3 | 2 | 1 | 0 | 6  | 2  | 3,000 |
|  | 2.   | Šoštanj       | 4  | 3 | 2 | 0 | 1 | 7  | 6  | 1,166 |
|  | 3.   | SK Trbovlje   | 3  | 3 | 1 | 1 | 1 | 5  | 4  | 1,250 |
|  | 4.   | Zora Trbovlje | 0  | 3 | 0 | 0 | 3 | 3  | 9  | 0,333 |

### Risultati seconda classe
Andata:
Trbovlje – Zora 2–0, Red Star – Šoštanj 2–0
Šoštanj – Zora 3–1, Red Star – Trbovlje 0–0
Šoštanj – Trbovlje 4–3, Red Star – Zora 4–2
Ritorno:
Zora – Trbovlje ?, Šoštanj – Red Star ?
Zora – Šoštanj ?, Trbovlje – Red Star 0–0
Trbovlje – Šoštanj 5–1, Zora – Red Star ?

## Gruppo Maribor

### Classifica
|  | Pos. | Squadra         | Pt | G | V | N | P | GF | GS | QR    |                          |
|  | ---- | --------------- | -- | - | - | - | - | -- | -- | ----- | ------------------------ |
|  | 1.   | 1.SŠK Maribor   | 11 | 6 | 5 | 1 | 0 | 16 | 4  | 4,000 | Ammesso alla fase finale |
|  | 2.   | Rapid Marburg   | 9  | 6 | 4 | 1 | 1 | 22 | 6  | 3,666 |                          |
|  | 3.   | Svoboda Maribor | 3  | 6 | 1 | 1 | 4 | 7  | 19 | 0,368 |                          |
|  | 4.   | Ptuj            | 1  | 6 | 0 | 1 | 5 | 5  | 21 | 0,238 |                          |

### Risultati
Andata:
02.09.1923. Rapid – Ptuj 5–1
09.09.1923. Maribor – Rapid 2–0
16.09.1923. Svoboda – Ptuj 3–1
23.09.1923. Rapid – Svoboda 7–1, Maribor – Ptuj 2–1
30.09.1923. Maribor – Svoboda 2–1
Ritorno:
06.04.1924. Rapid – Svoboda 4–0, Maribor – Ptuj 5–0
27.04.1924. Rapid – Ptuj 4–0, Maribor – Svoboda 3–0 (per forfeit)
04.05.1924. Maribor – Rapid 2–2, Ptuj – Svoboda 2–2

## Fase finale
| Data              | Partita                 | Ris. |
| ----------------- | ----------------------- | ---- |
| SEMIFINALI        |                         |      |
| 29.05.1924        | 1.SŠK Maribor – Celje   | 6–0  |
| Ilirija esentato  |                         |      |
| FINALE            |                         |      |
| 15.06.1924        | Ilirija – 1.SŠK Maribor | 5–0  |
| Fonte: exyufudbal |                         |      |